# Ås (plaats in Noorwegen)
Ås is een plaats in de gelijknamige gemeente in Noorwegen, fylke Akershus. Ås telt 9687 inwoners (2015) en heeft een oppervlakte van 5,05 km². Het dorp heeft een station aan de westelijke tak van de Østfoldbanen (de spoorlijn tussen Oslo en Halden) en een universiteit (Norwegian University of Life Sciences, NMBU).